# Angelina (brano musicale)
Angelina è una canzone scritta da Bob Dylan, originariamente registrata nella primavera del 1981 per l'album Shot of Love. Tuttavia, Angelina venne tagliata dal disco e si dovette aspettare fino al 1991 per la sua pubblicazione, con l’uscita di The Bootleg Series Volumes 1-3 (Rare & Unreleased) 1961-1991. Come la quasi omonima Farewell, Angelina, Angelina è piena di immagini e allusioni bibliche (ad esempio le "quattro facce" della stanza finale sembrano alludere a Ez.10, 14 e 10.21 e il riferimento a "cercare di prendere il paradiso con la forza" in Matteo 11:12). Considerata dalla maggior parte dei critici come una delle migliori canzoni scritte durante il periodo della conversione, Angelina è un classico di Dylan dalla poetica oscura, significativa e onnicomprensiva. Il brano affronta i problemi più emergenti dell'umanità, ma allo stesso tempo l’ascolto è piacevole.

## Nella cultura di massa
Il film Masked and Anonymous presenta una versione strumentale del brano nei titoli di coda, anche se non è né accreditata né inclusa nella colonna sonora, interpretata da Bruce Kaphan.